# شیبوساوا ای‌ایچی
شیبوساوا ایئیچی (به ژاپنی: 渋沢栄一 Shibusawa Eiichi) (زاده ۱۶ مارس ۱۸۴۰ - درگذشته ۱۱ نوامبر ۱۹۳۱) بازرگان، کارآفرین و صنعتگر ژاپنی بود، که در سال ۱۸۷۳ شرکت اوجی پیپر را تأسیس نمود. شیبوساوا اصلاحات اقتصادی زیادی را به ژاپن معرفی کرد؛ از جمله استفاده از حسابداری دوطرفه، شرکت‌‌های سهامی و بانک‌های مدرنی ‌که اسکناس صادر می‌کردند.
امروزه از شیبوساوا ای‌ایچی با نام پدر سرمایه‌داری ژاپن یاد می‌شود. وی به‌طور مستقیم و غیرمستقیم، در راه‌اندازی بیش از ۵۰۰ شرکت در ژاپن دخالت داشته، که برای نمونه می‌توان به: شرکت راه‌آهن توکیو، کیرین، میزوهو بانک، توکیو گس، بورس توکیو و گروه مالی میزوهو اشاره نمود.
شیبوساوا اولین بانک مدرن ژاپن مبتنی بر سهامداری را تأسیس کرد.  این بانک اولین بانک ملی ژاپن بود؛ (به ژاپنی Dai Ichi Kokuritsu Ginkō، که بعدا ادغام گشته و میزوهو بانک تشکیل شده هست) که می‌توانست اسکناس های مختص به خود را چاپ کند.  شیبوساوا از طریق این بانک، صدها شرکت سهامی دیگر را در ژاپن تأسیس کرد.  بسیاری از این شرکت‌ها در بورس توکیو، که شیبوساوا نیز آن را تأسیس کرده، به عنوان شرکت های عرضه شده در بورس تا به امروز دوام آورده‌اند. 
اتاق بازرگانی و صنایع ژاپن نیز توسط شیبوساوا تأسیس شد. او همچنین در تأسیس بسیاری از بیمارستان‌ها، مدارس، دانشگاه‌ها (از جمله اولین دانشگاه زنان در ژاپن)، هتل امپریال توکیو و سازمان‌های خیریه‌ از جمله صلیب سرخ ژاپن مشارکت داشت.

## ارتباط با توکوگاوا یوشینوبو
توکوگاوا یوشینوبو و شیبوساوا ای‌ایچی  در سال ۱۸۶۴ (بونکیو ۴/گنجی ۱)، زمانی که توکوگاوا یوشینوبو هنوز رئیس خاندان هیتوتسوباشی توکوگاوا بود، با هم آشنا شدند. شیبوساوا ای‌ایچی با وجود اینکه کشاورز بود، توانست با هیتوتسوباشی یوشینوبو ملاقات کند و به توصیه هیرائوکا انشیرو (平岡円四郎)، ملازم وفادار و دوست خانواده، وارد خدمت شود. در این مدت، شیبوساوا ای‌ایچی شیفتهٔ استعداد هیتوتسوباشی یوشینوبو شد و خود را وقف بهبود امور مالی خانواده هیتوتسوباشی کرد. طولی نکشید که شیبوساوا ای‌ایچی به عنوان ارشدترین ملازم هیتوتسوباشی یوشینوبو شناخته شد. وقتی هیتوتسوباشی یوشینوبو به عنوان پانزدهمین شوگون از شوگون‌سالاری ادو انتخاب شد، شیبوساوا ای‌ایچی به عنوان دست نشانده شوگون‌سالاری منصوب شد. با این حال، در آن زمان، شیبوساوا ای‌ایچی نگران بود که توکوگاوا یوشینوبو برای کمک بدر جایگاهی دیگر مناسب‌تر باشد، همانطور که تا آن زمان در نقش خود به عنوان سرپرست شوگون، به جای شوگون، این کار را انجام می‌داد. شیبوساوا ای‌ایچی ممکن است به این دلیل اینگونه فکر کرده باشد که او درک عمیقی از شخصیت توکوگاوا یوشینوبو از زمانی که ملازم خانواده هیتوتسوباشی بود، داشت. علاوه بر این، توکوگاوا یوشینوبو، که استعداد شیبوساوا ای‌ایچی را پس از آنکه او دست‌نشانده شوگون‌سالاری شده بود، تشخیص داده بود، به او توصیه کرد که به عنوان بخشی از اصلاحات کیئو که قبلاً ذکر شد، بخشی از گروهی باشد که در اروپا تحصیل می‌کردند. شکی نیست که دانش و بینشی که شیبوساوا ای‌ایچی از تحصیل در خارج از کشور و بازدید از نمایشگاه جهانی پاریس به دست آورد، سهم بسزایی در توسعه ژاپن به یک ملت مدرن در دوره میجی و پس از آن داشت. اگرچه این دو مرد به استعدادهای یکدیگر پی بردند، اما در نهایت زندگی جداگانه‌ای را در پیش گرفتند، به طوری که توکوگاوا یوشینوبو در دوران بازنشستگی در شیزوئوکا و توکیو زندگی می‌کرد و شیبوساوا ای‌ایچی به عنوان یک بوروکرات در دولت میجی خدمت می‌کرد. با این حال، از این نقطه به بعد، توکوگاوا یوشینوبو و شیبوساوا ای‌ایچی فراتر از نقش‌های ارباب و رعیت رفتند و تا زمان مرگ توکوگاوا یوشینوبو، به عنوان دوستانی بی‌نظیر که می‌توانستند آشکارا در مورد هر چیزی با آنها صحبت کنند، به تعامل خود ادامه دادند.
او در زمان تایسی هوکان (بازگرداندن حکومت امپراتوری به امپراتور) در اروپا بود. به دستور یوشینوبو، او توکوگاوا آکی‌تاکه، برادر کوچکتر یوشینوبو را در سفری به اروپا همراهی کرد و در حالی که فرهنگ و اقتصاد پیشرفته غرب را مطالعه می‌کرد، متوجه شد که شوگون‌سالاری سقوط کرده است. او از دولت جدید دستور بازگشت به خانه را دریافت کرد و از آنجایی که این اتفاق ناگهانی بود، سفری سریع به خانه را آغاز کرد.
وقتی ایچی‌ای در نوامبر ۱۸۶۸ (اولین سال دوره میجی) به ژاپن بازگشت، ادو به توکیو تبدیل شده بود. این تقریباً همزمان با نابودی شوگیتای در نبرد اوئنو بود.
پس از آن، یوشینوبو معبد کانئی را ترک کرد و در میتو، ایباراکی تحت بازداشت خانگی قرار گرفت، سپس به سونپو (شیزوئوکا) نقل مکان کرد و در آنجا از بازداشت خانگی آزاد شد (در سال ۱۸۶۹).ایچی‌ایاز سونپو بازدید کرد و به فعالیت در شیزوئوکا ادامه داد و یوشینوبو را تحسین می‌کرد تا اینکه به دولت جدید پیوست.ایچی‌ایدر تمام طول زندگی خود از یوشینوبو به نیکی یاد می‌کرد و ۲۵ سال را صرف نوشتن زندگینامه یوشینوبو با عنوان زندگینامه توکوگاوا یوشینوبو کرد. گفته می‌شود که این کار برای تبرئه کردن نام اربابش یوشینوبو، ستایش دستاوردهای او و شناساندن او به جهانیان انجام شد.